# Aldo Paniagua
Aldo Andrés Paniagua Benítez (Independencia, Paraguay; 12 de julio de 1989) es un futbolista paraguayo que juega como centrocampista.

## Trayectoria
Paniagua comenzó su carrera juvenil con el General Caballero y debutó con el primer equipoen 2007. Después de la temporada 2008 se incorporó al 12 de Octubre y fue titular habitual del club en el centro del campo derecho, en aquel equipo su juego no pasó desapercibido para el Nacional que lo fichó para la temporada 2010. Paniagua jugó con regularidad para el club y también apareció en 3 partidos en la Copa Libertadores 2010 y anotó el gol inicial en la victoria por 2-0 sobre el Monterrey aquel 21 de abril. En 2011 regresó al General Caballero para fortalecer al club para su regreso a la Primera División de Paraguay.

### SuperDraft de la MLS 2012
Durante enero de 2012, Paniagua participó en el SuperDraft de la MLS 2012 con la esperanza de ser seleccionado por un club de la Major League Soccer. Fue un jugador destacado en dos juegos de prueba realizados y anotó un gol también.

### Olimpia
El 2 de enero de 2014 firmó con el Olimpia para convertirse en su noveno fichaje para la temporada 2014. En Olimpia sus compañeros de equipo incluyeron a Julio Manzur, Salustiano Candia, Carlos Humberto Paredes, Derlis González, el mediocampista uruguayo Juan Manuel Salgueiro y el ex colega de la selección sub-20 Ronald Huth.

## Selección nacional
Paniagua fue miembro de la Selección de fútbol sub-20 de Paraguay que participó en la Copa Mundial Sub-20 de 2009 realizado en Egipto. Durante el torneo del 28 de septiembre contribuyó con un gol en el tiempo de descuento para llevar a Paraguay a una victoria por 2-1 sobre Egipto en el Estadio Internacional de El Cairo.

## Clubes
| Club                       | País     | Año         |
| -------------------------- | -------- | ----------- |
| General Caballero          | Paraguay | 2007 - 2008 |
| 12 de Octubre (préstamo)   | Paraguay | 2008 - 2009 |
| Nacional (préstamo)        | Paraguay | 2010        |
| General Caballero          | Paraguay | 2011        |
| Rubio Ñú                   | Paraguay | 2012        |
| General Caballero          | Paraguay | 2014 - 2017 |
| Olimpia (préstamo)         | Paraguay | 2014        |
| Deportivo Capiatá (cesión) | Paraguay | 2015        |
| Sport Boys (préstamo)      | Bolivia  | 2015 - 2016 |
| Nacional Potosí            | Bolivia  | 2017        |